# Gęstość względna
Gęstość względna – niemianowana wielkość będąca stosunkiem gęstości bezwzględnej badanego ciała do gęstości bezwzględnej ciała wzorcowego. Dla cieczy i ciał stałych najczęściej wzorcem jest woda w temperaturze 20 °C, i przeważnie w stosunku do niej przelicza się wielkość gęstości.
Gęstość względną (d20/20) dla próbki w temperaturze t=20 °C odniesiona do wody określa się jako stosunek gęstości w temperaturze 20 °C do gęstości wody również w temperaturze 20 °C.
Gęstość względna dt/t oznaczona w temperaturze t °C odniesiona do wody określa się następującym wzorem:
dt/t = dxt / dwt
gdzie:

dt/t - gęstość względna badanego ciała w temperaturze t
dxt - gęstość bezwzględna badanego ciała w temperaturze t
dwt - gęstość bezwzględna wody w temperaturze t
Aby przeliczyć gęstość względną na bezwzględną, należy uwzględnić gęstość wody w temperaturze pomiaru t (dwt):
dxt = dt/t × dwt